# Smith & Wesson Model 4506
Die Smith & Wesson Model 4506 ist eine Selbstladepistole. Sie ist nach der Nomenklatur von Smith & Wesson eine aus rostfreiem Stahl hergestellte Waffe im Kaliber .45 ACP. Sie verfügt über einen Magazinschacht, der für einreihige Magazine ausgelegt ist und fasst somit maximal acht Patronen. Die Waffe wurde von 1988 bis 1999 produziert.
Die Pistole ist eine der zahlreichen modifizierten Nachbauten der Pistole Colt M1911.